# 50 mm działo bezodrzutowe SG 500 Jägerfaust
SG500 Jägerfaust (Sondergerät 500 Jägerfaust, często pisane jako Jagdfaust) – niemieckie lotnicze działo bezodrzutowe kalibru 50 mm z końcowego okresu II wojny światowej. Broń została zaprojektowana specjalnie do zwalczania ciężkich bombowców nieprzyjaciela i miała być używana przez myśliwce Messerschmitt Me 163B i Me 262B. Testy broni zostały zakończone pomyślnie, ale nie weszła ona do szerokiego użycia. W czasie wojny broń była użyta bojowo przynajmniej jeden raz.

## Historia
Sondergerät 500 Jägerfaust (dosł. Urządzenie specjalne 500 Pięść myśliwca, nazwa analogiczna do powstałych wcześniej dział bezodrzutowych typu Panzerfaust) zostało zaprojektowane i opatentowane w 1944 przez oberleutnanta Gustava Korffa, oficera sygnałowego pracującego w Erprobungskommando, który wcześniej opracował między innymi taktykę naprowadzania radarowo-radiowego myśliwców Me 163.
W Me 163 broń miała być montowana w konfiguracji Schräge Musik, była skierowana ukośnie do góry co pozwalało na atakowanie bombowców od dołu. Broń miała być odpalana automatycznie przez fotokomórkę wykrywająca lecący nad samolotem bombowiec nieprzyjaciela. Początkowo planowano, że samoloty będą wyposażone w dwa rzędy po pięć dział przy na nasadzie skrzydeł.
32 pierwsze komplety wyrzutni zostały wyprodukowane w zakładach Hugo Schneider AG i dostarczone do Erprobungskommando w listopadzie 1944. Pierwsze testy przeprowadzone na samolocie Focke-Wulf Fw 190 pokazały, że instalacja dział nie zmienia w znaczący sposób osiągów i właściwości pilotażowych samolotu, przeprowadzono wówczas także pierwsze strzelania w locie. Do testów na Fw 190 używano dział o mniejszych kalibrze 20 mm. W czasie pierwszych testów działa były odpalane ręcznie przez pilota, ale planowano, że w wersji bojowej strzelanie będzie automatyczne, działa były połączone z fotokomórką, która miała je odpalać automatycznie, kiedy uzbrojony w Jägerfaust samolot znajdował się w odpowiednim miejscu pod bombowcem nieprzyjaciela.
Pierwsze testy systemu fotokomórki zostały przeprowadzone na ziemi, nad stojącym nieruchomo Me 163 przelatywał Fw 190 którego cień miał być rejestrowany przez fotokomórkę.
Do testów z automatycznym strzelaniem w locie także początkowo użyto Fw 190 nadal z działami 20 mm. W czasie testów pilot miał przelecieć pod 40-metrowym kawałkiem materiału rozciągniętym na wysokości 25 metrów. Wstępny test zakończył się sukcesem, Fw 190 bez problemu przeleciał pod rozpiętym materiałem. W następnym teście, już z ostrą amunicją, z przelatującego pod materiałem samolotu wypaliło sześć dział. Odrzucone w dół lufy odbiły się od ziemi prawie na wysokość samolotu, dalsze testy zostały zarzucone z powodu zbyt dużego ryzyka dla pilota i samolotu.
Następne próby przeprowadzono już z Me 163B (numer BV45). 24 grudnia pilotowany przez porucznika Augusta Hachtela samolot wystartował w kierunku wschodnim ku Słońcu i wspiął się na wysokość 3000 metrów. Hachtel zakręcił o około 180 stopni i zaczął zniżać lot w kierunku celu, na wysokości około 300 metrów skrzydła samolotu rzuciły cień na umieszczoną w dziobie samolotu komórkę fotoelektryczną i wszystkie działa odpaliły jednocześnie. Wstrząs wywołany falę uderzeniową ze strzałów roztrzaskał osłonę kabiny pilota, oszołomiony wybuchem Hachtel zdołał wylądować ale samolot został uszkodzony w 40%.
Do dalszych testów ponownie zaczęto używać Fw 190 ale już z działami 50 mm. W czasie testów wielokrotnie dochodziło do uszkodzenia osłony kabiny pilota, ostatecznie problem został rozwiązany poprzez umieszczenie dział nieco dalej od kadłuba i odpalanie ich tylko pojedynczo w odstępach co 0,003 sekundy.
Po zakończeniu testów z Fw 190 sześć samolotów Me 163B zostało uzbrojonych w osiem dział tego typu (po cztery na każdym skrzydle).
Me 262B miały być uzbrojone w dwanaście armat w dziobie samolotu ale w takiej konfiguracji stanowiły one znaczne obciążenie dla samolotu i pogarszały jego osiągi. Planowano także wersję 262D-1 uzbrojoną w Jägerfaust montowane poziomo pod skrzydłami, ta wersja nie weszła do produkcji.
Broń została użyta bojowo przynajmniej raz, 10 kwietnia 1945 roku, najprawdopodobniej przeciwko bombowcowi Handley Page Halifax.

## Opis konstrukcji
SG500 Jägerfaust był lotniczym działem bezodrzutowym kalibru 50 mm. Pojedyncze działo składało się z lekkiej rury otaczającej lufę właściwą, ciężkiej lufy i znajdującego się w niej pocisku. Pocisk odpalany był elektrycznie, w momencie strzału ciężka lufa była gwałtownie odrzucana w dół aby zrównoważyć siły odrzutu strzelanego do góry pocisku. Lufa była gwintowana aby zapewnić pociskowi większą stabilność w locie.
Pociski były typu odłamkowo-burzącego z cienkimi ściankami o grubości około 2–3 milimetrów, masa pocisku wynosiła około 1000 gramów, z czego masa ładunku wybuchowego wynosiła około 390 gramów. Pocisk napędzany był ładunkiem prochowym o masie 513 gramów i miał prędkość wylotową wynoszącą około 400 m/s.